# Kenan Bilalović
Kenan Bilalović (22 giugno 2005) è un calciatore svedese, centrocampista dell'Aberdeen.

## Carriera

### Club
Cresciuto nei settori giovanili del Värnamo Södra FF e dell'IFK Värnamo, ha debuttato in prima squadra il 16 aprile 2023 nell'incontro di Allsvenskan perso 2-1 contro l'IFK Norrköping ed ha segnato il suo primo gol il 25 febbraio 2024, in Coppa di Svezia contro l'Helsingborg.
Dopo aver collezionato 4 presenze dalla panchina in poco meno di metà campionato, il 22 luglio del 2024 è stato ceduto in prestito fino a fine anno allo Skövde AIK, club di terza serie, giocando in totale 8 partite in questa categoria.
Rientrato dal prestito, nel 2025 è tornato a far parte della rosa dell'IFK Värnamo impegnato in Allsvenskan.

### Nazionale
Ha giocato nelle nazionali svedesi Under-19 e Under-21.

## Statistiche

### Presenze e reti nei club
Statistiche aggiornate al 17 maggio 2025.
| Stagione        | Squadra         | Campionato      | Campionato | Campionato | Coppe nazionali | Coppe nazionali | Coppe nazionali | Coppe continentali | Coppe continentali | Coppe continentali | Altre coppe | Altre coppe | Altre coppe | Totale | Totale | Totale |
| Stagione        | Squadra         | Comp            | Pres       | Reti       | Comp            | Pres            | Reti            | Comp               | Pres               | Reti               | Comp        | Pres        | Reti        | Pres   | Reti   |        |
| --------------- | --------------- | --------------- | ---------- | ---------- | --------------- | --------------- | --------------- | ------------------ | ------------------ | ------------------ | ----------- | ----------- | ----------- | ------ | ------ | ------ |
| 2023            | IFK Värnamo     | A               | 11         | 0          | CS+CS           | 0+1             | 0               | -                  | -                  | -                  | -           | -           | -           | 12     | 0      |        |
| 2024            | IFK Värnamo     | A               | 4          | 0          | CS              | 3               | 1               | -                  | -                  | -                  | -           | -           | -           | 7      | 1      |        |
| 2024            | Skövde AIK      | S1              | 8          | 0          | CS              | 0               | 0               | -                  | -                  | -                  | -           | -           | -           | 8      | 0      |        |
| 2025            | IFK Värnamo     | A               | 10         | 1          | CS+CS           | 3+0             | 0               | -                  | -                  | -                  | -           | -           | -           | 13     | 1      |        |
| Totale carriera | Totale carriera | Totale carriera | 33         | 1          |                 | 7               | 1               |                    | -                  | -                  |             | -           | -           | 40     | 1      |        |